# جوزيف ستانلي براون
جوزيف ستانلي براون (بالإنجليزية: Joseph Stanley Brown)‏ هو جيولوجي أمريكي، ولد في 3 فبراير 1858، وتوفي في 17 مايو 1941.